# Jack Thibeau
Jack Thibeau (født 14. januar, 1941) er en amerikansk skuespiller, der har medvirket i både film og tv-serier. Han er bedst kendt for at have spillet fangen Clarence Anglin i filmen Flugten fra Alcatraz i 1979. I løbet af sin karriere, der gik fra 1975 til 1993, medvirkede han i flere film sammen med Clint Eastwood, heriblandt Seje bøffer og hårde bananer (1980), Dirty Harry vender tilbage (1983) og City Heat (1984).
Thibeau spillede også et antal mindre rolelr i film som The Hitcher (1986), Lethal Weapon (1987) og Action Jackson (1988). Derudover havde Thibeau roller i tv-serier som Miami Vice og Sledge Hammer!, hvor han spillede en hovedrolle i en enkelt episode.

## Filmografi

### Film
| År   | Titel                        | Rolle                      | Noter |
| ---- | ---------------------------- | -------------------------- | ----- |
| 1979 | Apocalypse Now               | Soldat i skyttegrav        |       |
| 1979 | Flugten fra Alcatraz         | Clarence Anglin            |       |
| 1979 | 1941                         | Stilwell Aide              |       |
| 1980 | Seje bøffer og hårde bananer | Head Muscle                |       |
| 1981 | Ms. 45                       | Mand på bar                |       |
| 1981 | Honky Tonk Freeway           | Conventioneer              |       |
| 1982 | Tex                          | Coach Jackson              |       |
| 1982 | 48 Hrs.                      | Detective                  |       |
| 1983 | Dirty Harry vender tilbage   | Kruger                     |       |
| 1983 | Blood Feud                   | Stanton                    | TV    |
| 1984 | City Heat                    | Garagesoldat               |       |
| 1985 | Warning Sign                 | Pisarczyk                  |       |
| 1985 | Streets of Justice           | Zero McKenzie              | TV    |
| 1985 | Love Lives On                | Mike Carver                | TV    |
| 1985 | Kids Don't Tell              | Donny                      | TV    |
| 1986 | The Hitcher                  | Trooper Prestone           |       |
| 1987 | Lethal Weapon                | Sgt. McCaskey              |       |
| 1987 | Cherry 2000                  | Stubby Man                 |       |
| 1988 | Action Jackson               | Detective Kotterwell       |       |
| 1991 | Murder 101                   | Betjent ved vejafspærring) | TV    |

### Fjernsyn
I udvalg
| År   | Titel                    | Rolle           | Noter |
| ---- | ------------------------ | --------------- | ----- |
| 1986 | Miami Vice               | Lt. Ray Gilmore |       |
| 1986 | North and South: Book II | Mr. Morgan      |       |
| 1986 | Sledge Hammer!           | John Kogan      |       |